# Clase Prinz Adalbert
La clase Prinz Adalbert fue una clase de cruceros acorazados construidos en Alemania a principios del siglo XX. Fueron construidos dos buques de esta clase, el Prinz Adalbert y el Friedrich Carl. 
Estos buques fueron un avance en comparación a la anterior clase, el crucero acorazado de clase única SMS Prinz Heinrich, al portar una mayor cintura acorazada y cuatro cañones principales en torretas gemelas, frente al SMS Prinz Heinrich, que sólo portaba dos cañones principales en torretas separadas (proa y popa).

## Diseño

### Medidas y maquinaria.
El Prinz Adalbert fue construido en los astilleros Kaiserliche Werft, en Kiel, Alemania; puesto en grada en abril de 1900 y completado en enero de 1904. 
El Friedrich Carl fue construido en los astilleros Blohm & Voss de Hamburgo, Alemania; puesto en grada en agosto de 1901 y completado en diciembre de 1903. 
Los buques medían 125,1 m en la línea de flotación, 126,6 m en total. Tenían una manga de 19,6 m,y un calado de 7,8 m. Su desplazamiento estándar era de 9087 , y de 9875 t a plena carga. Su propulsión, corría a cargo de tres máquinas de vapor de triple expansión que proporcionaban que accionaban tres hélices. Su hélice central, estaba dotada de tres palas, y medía ø4,5 m, mientras que las más exteriores, estaban dotadas de cuatro palas y medía ø4,8nbsp;m de diámetro. El vapor, era suministrado a las máquinas por catorce calderas Dürr fabricadas por Düsseldorf-Ratinger Röhrenkesselfabrik. Dicho sistema de propulsión, proporcionaba 16 200 ihp  (12 100 kW) al Prinz Adalbert y 17 000 ihp (13 000 kW) al Friedrich Carl, lo cual les permitía una velocidad máxima de 20 nudos (37 km/h; 23 mph) y 20,5 nudos (38 km/h; 23,6 mph) respectivamente

### Blindaje y armamento
Estos buques tenían una cintura acorazada de 150 mm, y su protección para las torres de artillería era de 200 mm. La cubierta estaba blindada por placas de metal de entre 51 y 76 mm. 
El armamento principal consistía en 4 cañones de 210 mm, montados en torres gemelas, una a proa y otra a popa sobre la línea de crujía del buque. El armamento secundario estaba formado por 10 cañones de 150 mm, colocados en una combinación de casamatas y torretas simples, 12 cañones de 90 mm, montados en casamatas y en montajes en el casco y 4 tubos lanzatorpedos sumergidos en el casco de 450 mm.

## Historial
Los dos buques de la clase Prinz Adalbert tuvieron cortas carreras durante la Primera Guerra Mundial. 
Al inicio de la guerra, el Prinz Adalbert formaba parte del III Grupo de Exploración de la Hochseeflotte (Flota de Alta Mar Imperial), sin embargo, en noviembre de 1914, fue transferido al mar Báltico. El 23 de octubre de 1915, fue hundido por el submarino británico E8, al oeste de Libau.
En agosto de 1914, el Friedrich Carl tuvo que ser reparado. En septiembre de ese año, fue asignado al mar Báltico. Dos meses después, el 17 de noviembre de 1914, chocó con minas rusas cerca de Memel y se hundió.

## Anexos
- Anexo:Cruceros acorazados por país

- Datos: Q31550
- Multimedia: Prinz Adalbert class cruiser / Q31550